# Шижин
Шижин (каз. Шежін) — село в Панфиловском районе Жетысуской области Казахстана. Входит в состав Бирликского сельского округа. Код КАТО — 195637400.

## Население
В 1999 году население села составляло 417 человек (210 мужчин и 207 женщин). По данным переписи 2009 года, в селе проживало 514 человек (266 мужчин и 248 женщин).